# Mangonia Park

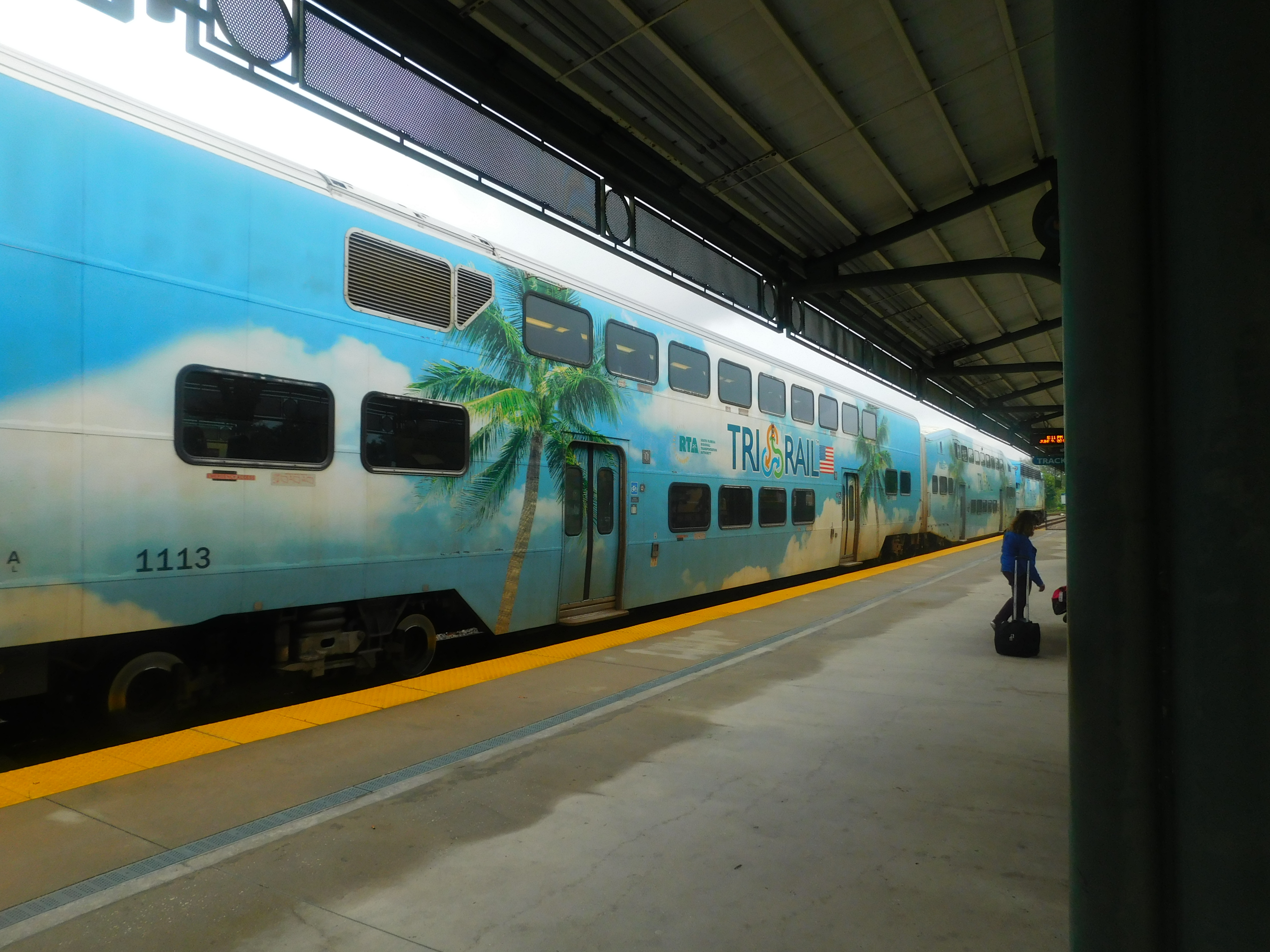
Train de banlieue Tri-Rail à la gare de Mangonia Park

Mangonia Park est une municipalité ayant le statut de town située dans le comté de Palm Beach en Floride.

## Démographie
| 1950 | 1960 | 1970 | 1980  | 1990  | 2000  |
| ---- | ---- | ---- | ----- | ----- | ----- |
| 348  | 594  | 827  | 1 419 | 1 453 | 1 283 |

| 2010  | - | - | - | - | - |
| ----- | - | - | - | - | - |
| 1 888 | - | - | - | - | - |

En 2000, sa population est de 1 283 habitants.

## Source de la traduction
- (en) Cet article est partiellement ou en totalité issu de l’article de Wikipédia en anglais intitulé « Mangonia Park, Florida » (voir la liste des auteurs).